# Visszatérés a 36. próbatételhez
A Visszatérés a 36. próbatételhez 1980-ban bemutatott hongkongi film, amelyet Chia-Liang Liu rendezett. A filmet a Shaw Brothers gyártotta, a főszerepben Chia-Hui Liu látható.

## Cselekmény
Chao Jen-Cheh Shaolin szerzetesnek szokta kiadni magát, az utcán gyűjt adományokat magának. Felbérlik őt a festékgyári munkások, akiknek nem tetszik, hogy a fizetésüket csökkentették és, hogy a mandzsúriaiak átvették a hatalmat, akik sokszor megverik őket. Chao Jen-Cheh elmegy a gyárba és követeli, hogy állítsák vissza a munkások bérét, de a főnök azt kéri tőle, hogy álljon ki ellene. Chao Jen-Cheh nem ért a harcművészetekhez, lelepleződik, csúnyán elbánnak vele és a munkásokkal is. Ezután Chao Jen-Cheh a munkások unszolására úgy dönt, hogy elmegy a Shaolin templomba és tényleg megtanul harcolni, ha pedig kijön, visszatér és leveri a mandzsúriaiakat. De nem jut be a kolostorba, ezért beszökik, de a mestere rájön. Viszont tíz évenként fel szokták újítani a Shaolin templomot, ezért Chao Jen-Cheh azt a feladatot kapja, hogy állványozza fel az összes épületet. Ez egy évbe telik neki, eközben a tudta nélkül megtanulja a kung fu alapjait. Aztán a mestere azt parancsolja neki, hogy bontsa le az összes állványt, de ez nem tetszik Chao Jen-Cheh-nek, visszafelesel, ezért kirúgják. Chao Jen-Cheh szomorúan visszatér a falujába, ahol már mindenki úgy várta, mint a megváltót. De kiábrándulnak belőle, mert Chao Jen-Cheh azt mondja, hogy nem tanult meg verekedni. A véletlen folytán Chao Jen-Cheh rájön, hogy mégis ért a harcművészethez, ezért elmegy a gyárba és követeli, hogy állítsák vissza a rendes bért, de emlékeznek rá régről, ezért kinevetik. A mandzsúriaiak rátámadnak, de ellenállásba ütköznek, Chao Jen-Cheh mindenkit megszégyenít. Már csak a főnököt kell jobb belátásra bírnia, és akkor visszaáll a rendes bér. De a főnök ki akar állni Chao Jen-Cheh ellen, ezért heves küzdelem veszi kezdetét.

## Szereplők
- Chia-Hui Liu – Chao Jen-Cheh
- Lung-Wei Wang – Wang Kao-feng
- Hou Hsiao – Ho Chiao
- Lun Hua – Chen Hsi-sheng
- Kara Wai – Hsiao Hung
- Yeong-moon Kwon – Yuan Li-hao
- Szu-Chia Chen – Mai Yin
- Tsui-Ling Yu – Hsiao Ling